# Anne-Lise Bardet
Anne-Lise Bardet (Oyonnax, 18 de noviembre de 1969) es una deportista francesa que compitió en piragüismo en la modalidad de eslalon.
Participó en los Juegos Olímpicos de Sídney 2000, obteniendo una medalla de bronce en la prueba de K1 individual. Ganó una medalla de oro en el Campeonato Mundial de Piragüismo en Eslalon de 2002 y una medalla de bronce en el Campeonato Europeo de Piragüismo en Eslalon de 2002, ambas en la prueba de K1 por equipos.

## Palmarés internacional
| Juegos Olímpicos   | Juegos Olímpicos              | Juegos Olímpicos  | Juegos Olímpicos |
| Año                | Lugar                         | Medalla           | Competición      |
| ------------------ | ----------------------------- | ----------------- | ---------------- |
| 2000               | Sídney (Australia)            | Medalla de bronce | K1 individual    |
| Campeonato Mundial |                               |                   |                  |
| Año                | Lugar                         | Medalla           | Competición      |
| 2002               | Bourg-Saint-Maurice (Francia) | Medalla de oro    | K1 por equipos   |
| Campeonato Europeo |                               |                   |                  |
| Año                | Lugar                         | Medalla           | Competición      |
| 2002               | Bratislava (Eslovaquia)       | Medalla de bronce | K1 por equipos   |